# Oliver Nilsson
Oliver Nilsson, född 22 september 1998 i Hällefors, är en svensk fotbollsspelare som spelar för FBK Karlstad. 

## Karriär
Under höstsäsongen 2017 var Nilsson utlånad från Degerfors IF till Nora BK i division 3. Efter säsongen 2019 lämnade han Degerfors IF.
Inför säsongen 2020 värvades Nilsson av division 3-klubben IFK Ölme. Han spelade nio ligamatcher och gjorde två mål samt tre kvalmatcher under säsongen 2020. Inför säsongen 2021 värvades Nilsson av division 2-klubben IFK Kumla.
Inför säsongen 2022 gick Nilsson till division 4-klubben KB Karlskoga. Inför säsongen 2023 gick han till division 2-klubben FBK Karlstad.